# Kate Schellenbach
Kate Schellenbach (* 5. Januar 1966 in New York City, New York) ist eine US-amerikanische Schlagzeugerin und Fernsehproduzentin.

## Leben
Schellenbach absolvierte nach der High School ein Kunststudium am Hunter College. Sie begann im Alter von 13 Jahren mit dem Schlagzeugspiel und war eines der Gründungsmitglieder der Beastie Boys. Sie gehörte der Gruppe, die zu dieser Zeit noch Punkmusik spielte, zwischen 1981 und 1984 als Schlagzeugerin an. Sie war an der Komposition der Debütsingle Cookie Puss beteiligt und in drei frühen Musikvideos der Band zu sehen: Holy Snappers, Egg Raid on Mojo und Hold It Now, Hit It. Mit dem Stilwechsel zum Hip-Hop verließ Schellenbach schließlich die Band. 1991 schloss sie sich der Alternative-Rock-Band Luscious Jackson an. Kurzzeitig spielte sie auch für die Punkband Lunachicks. Im Jahr 2000 gaben Luscious Jackson ihre Auflösung bekannt.
In der Folge wechselte Schellenbach in das Fernsehgeschäft. Sie produzierte zwischen 2004 und 2009 insgesamt 710 Folgen der The Ellen DeGeneres Show und war drei Jahre in Folge für den Daytime Emmy Award nominiert, den sie 2010 schließlich gewann. In einer Folge im Dezember 2007 wirkte sie in der Show vor der Kamera als Percussionistin mit. Zwischen 2009 und 2011 produzierte sie 239 Folgen der Late-Night-Show von George Lopez. Von 2015 bis 2021 war sie Produzentin der The Late Late Show with James Corden. In einer Folge im März 2021 sprang sie in der Liveband ein, als der eigentliche Schlagzeuger verhindert war. Seit 2023 produziert sie die Unterhaltungssendung The Talk.

## Filmografie (Auswahl)
- 2004–2009: The Ellen DeGeneres Show
- 2009–2011: Lopez Tonight
- 2012: Kathy
- 2012: Love You, Mean It with Whitney Cummings
- 2013: Chelsea Lately
- 2013–2014: Hello Ross!
- 2015–2021: The Late Late Show with James Corden
- seit 2023: The Talk

## Auszeichnungen
- 2008: Daytime-Emmy-Award-Nominierung in der Kategorie Outstanding Talk Show/Entertainment für The Ellen DeGeneres Show
- 2009: Daytime-Emmy-Award-Nominierung in der Kategorie Outstanding Talk Show/Entertainment für The Ellen DeGeneres Show
- 2010: Daytime Emmy Award in der Kategorie Outstanding Talk Show/Entertainment für The Ellen DeGeneres Show